# 전체 지식학의 기초

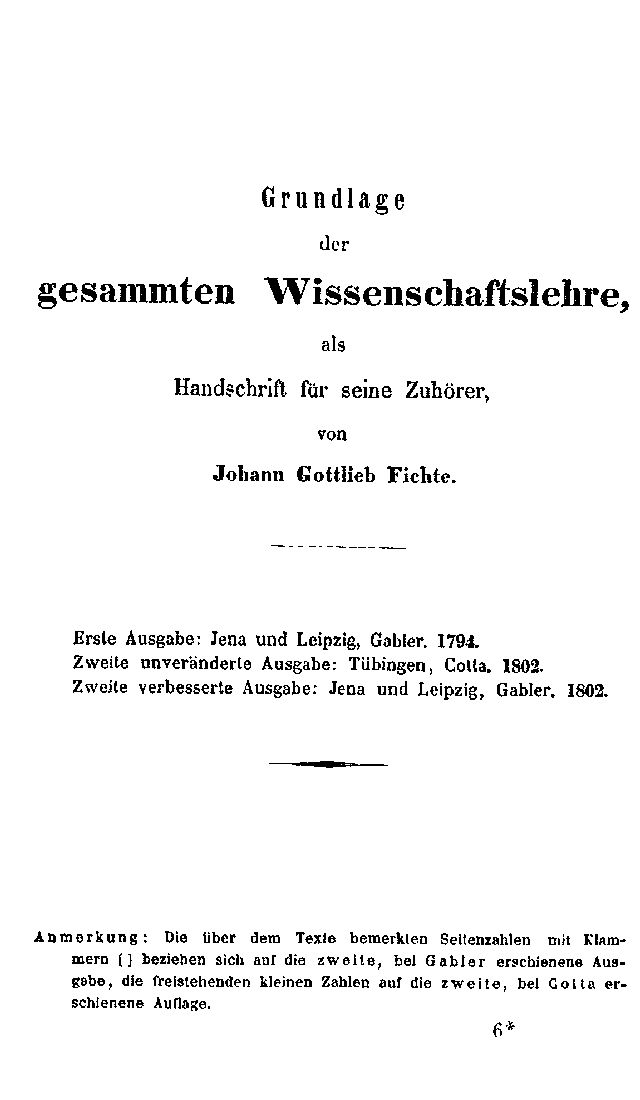

⟪전체 지식학의 기초⟫(Grundlage der gesammten Wissenschaftslehre)는 독일의 철학자 피히테가 1794년과 1795년에 출판한 책이다. 피히테가 예나 대학교의 철학 교수로 한 강의 강의를 기반으로 하며, 여러 가지 판본으로 저술되었다. 표준적인 ⟪지식학⟫은 1804년이 출판된 것이나 다른 판본이 피히테 사후에 나타났다.
피히테는 칸트 철학을 독단론이라고 하는 비난을 막기 위해 칸트가 뜻한 바를 철저히 하고 칸트가 닦은 기초를 체계화하려 했으며, 그것은 최초로 자신의 철학적 체계를 전개한 것이며 동시에 칸트가 남긴 문제의 정통적 계승자로서 철학사상(史上)에서의 위치를 확립시키는 셈이 되었다. 피히테가 그것을 '지식학'이라 부른 것은 "어떻게 해서 지식이 성립되는가" 하는 질문에 답한다는 의도였기 때문이며, 그러기 위해서는 각각 체계를 구성하고 있는 여러 학문의 가장 기초가 되는 원칙, 더구나 여러 학문의 전부에 공통된 원칙을 명확히 해야 한다고 생각했다.
우리가 어떤 대상을 사유할 때 반드시 그와 동시에 자아를 사유하고 있으며, 더구나 사유하는 자아와 사유되는 자아로 나뉜다. 자기 의식은 그처럼 대립되는 자아의 일체적인 관계로서 그것은 단순한 사실이 아니라 '사행(Tathandlung, 定立의 활동과 存在의 사실과의 同一)'이다. 따라서 가장 확실한 첫째 원리는 "자아(自我)는 자아를 정립한다"는 것이 된다. 그와 마찬가지로 자아가 자아 이외의 타자(他者)를 사유함으로써 "자아에 대해 비아(非我)가 정립된다"고 하는 제2의 원리, 또한 두 가지 원리를 조정하기 위한 상호한정(相互限定)으로서 "자아는 자아에 있어서 가분적(可分的) 자아에 대해 가분적 비아를 반정립(反定立)한다"는 제3의 원리가 설정되어, 이 원리를 바탕으로 해서 '이론적 지식의 기초'와 '실천적 학문의 기초'가 탐구되고, 전자에서는 칸트의 범주가 조직적·동일적으로 고찰되고 후자에서는 실천적 자아가 그 노력에도 불구하고 영원히 충족되지 않는 동경으로서 그려진다.

## 같이 보기
- 토대주의